# Мехув (гміна)
Гміна Мехув (пол. Gmina Miechów) — місько-сільська гміна у південній Польщі. Належить до Меховського повіту Малопольського воєводства.
Станом на 31 грудня 2011 у гміні проживало 20001 особа.

## Площа
Згідно з даними за 2007 рік площа гміни становила 148.40 км², у тому числі:
- орні землі: 88.00%
- ліси: 5.00%

Таким чином, площа гміни становить 21.93% площі повіту.

## Населення
Станом на 31 грудня 2011:
| Опис     | Загалом | Загалом | Чоловіки | Чоловіки | Жінки | Жінки |
| -------- | ------- | ------- | -------- | -------- | ----- | ----- |
| одиниця  | осіб    | %       | осіб     | %        | осіб  | %     |
| все      | 20001   | 100     | 9587     | 47.93    | 10414 | 52.07 |
| міське   | 11887   | 100     | 5552     | 46.71    | 6335  | 53.29 |
| сільське | 8114    | 100     | 4035     | 49.73    | 4079  | 50.27 |

## Сусідні гміни
Гміна Мехув межує з такими гмінами: Ґолча, Ксьонж-Велькі, Радземіце, Рацлавіце, Слабошув, Сломники, Харшниця.